# پل واکر
پل ویلیام واکر چهارم (به انگلیسی: Paul William Walker IV؛ ۱۲ سپتامبر ۱۹۷۳ – ۳۰ نوامبر ۲۰۱۳) بازیگر آمریکایی بود. وی بیشتر به خاطر ایفای نقش برایان اوکانر در سری فیلم‌های سریع و خشن شناخته می‌شد.
واکر فعالیت خود را به‌عنوان بازیگر کودک در دهه‌های ۱۹۷۰ و ۱۹۸۰ آغاز کرد و در اوایل دهه ۱۹۹۰ پس از حضور در مجموعهٔ احساسی «Y&R» به رسمیت شناخته شد. وی به غیر از بازی در سریع و خشن، برای بازی در فیلم‌های او همه‌چیزتمام است و تیم اول دانشکده بلوز مورد ستایش قرار گرفت.
واکر در ۳۰ نوامبر ۲۰۱۳ بر اثر جراحات ناشی از تصادف درگذشت. پدر و دختر واکر دادخواست‌هایی جداگانه علیه پورشه تنظیم کردند، که منجر به پرداخت غرامت شد. در زمان مرگ، واکر فیلم‌برداری سریع و خشن ۷ را به پایان نرسانده بود، که پس از بازنویسی و استفاده از بدل‌هایی، از جمله برادرانش کودی و کیلب، به جای واکر تکمیل شد. ترانه دوباره می‌بینمت از ویز خلیفا و چارلی پوث برای موسیقی متن فیلم به عنوان ادای احترام به واکر سفارش داده شد.

## زندگی شخصی
واکر در ۱۲ سپتامبر ۱۹۷۳ در گلندیل، کالیفرنیا به دنیا آمد. مادرش، شریل (با نام کوچک، کربتری)، یک مدل مد بود، و پدرش، پل ویلیام واکر سوم، یک پیمانکار فاضلاب و بوکسور آماتور سابق بود که دو بار قهرمانی مسابقات دستکش‌های طلایی را داشت. پدربزرگ پدری واکر، ویلیام، نیز در یک دورهٔ کوتاه به عنوان بیلی واکر «ایرلندی» در حرفه بوکس فعالیت داشت، و همچنین در دهه ۱۹۶۰ با اتومبیل‌های سفارشی فورد مسابقه می‌داد.
واکر که به عنوان عضوی از کلیسای عیسی مسیح قدیسان آخرالزمان بزرگ شد، چهار خواهر و برادر کوچکتر داشت: ایمی، اشلی، کِیلِب و کودی. او بیشتر دوران اولیه زندگی خود را در محله سانلند لس آنجلس گذراند و در سال ۱۹۹۱ از مدرسه Village Christian School فارغ‌التحصیل شد. واکر متعاقباً در چندین کالج اجتماعی در کالیفرنیای جنوبی شرکت کرد و در رشته زیست‌شناسی دریا به تحصیل پرداخت.
او و دوست دختر سابقش، ربکا سوتروس، صاحب یک دختر به نام «مدو رِین واکر» شدند.
وین دیزل رابطه نزدیکی با واکر داشت. مادر واکر از پسرش به عنوان «نیمه دیگر» دیزل یاد می‌کند.

## مرگ

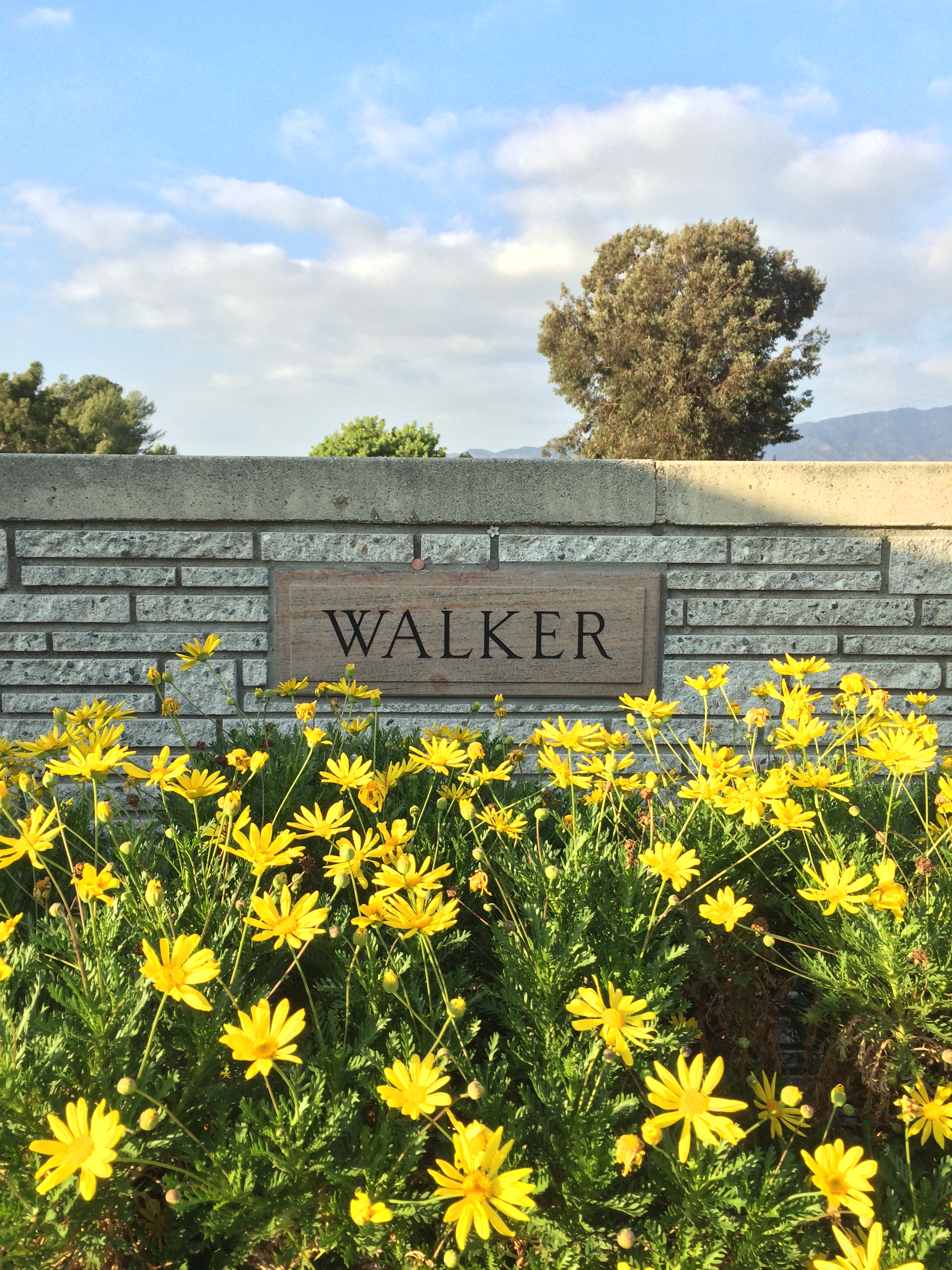
قبر پل واکر در فارست لان مموریال پارک

در حدود ساعت ۳:۳۰ بعد از ظهر روز شنبه ۳۰ نوامبر ۲۰۱۳ واکر به همراه دوستش راجر روداس از مراسم خیریه مرتبط با قربانیان طوفان هایان خارج شد. اندکی پس از ترک محل با پورشه کاررا جی‌تی قرمز رنگ روداس، راننده کنترل خودرو را از دست داد و پس از برخورد با تیر چراغ برق و درخت در والنسیا، سانتا کلاریتا، کالیفرنیا خودرو منفجر شد و در آتش سوخت. در پی آن کلانتری بخش لس آنجلس خبر مرگ دو تن را گزارش داد. پس از آن ایمی ون ایدن مدیر تبلیغات واکر خبر فوت او را تأیید کرد. کلانتری بخش لس آنجلس سرعت را دلیل اصلی حادثه اعلام کرد. او در آرامگاه فارست لان مموریال پارک به خاک سپرده شد.